# François Laurencin
François Laurencin (* 17. Januar 1825 in Mottier; † 18. Dezember 1892 in La Tronche) war ein französischer römisch-katholischer Geistlicher, Erzbischof und Apostolischer Administrator von Guadeloupe et Basse-Terre.

## Leben
François Laurencin besuchte das Kleine Seminar in Rondeau. Anschließend studierte Laurencin Philosophie und Katholische Theologie am Priesterseminar in Grenoble. Am 19. Februar 1853 empfing er das Sakrament der Priesterweihe für das Bistum Grenoble. Laurencin war zunächst im Bistum Grenoble in der Pfarrseelsorge tätig, bevor er als Missionar nach Guadeloupe entsandt wurde. Ab 1875 wirkte er als Generalvikar des Bistums Guadeloupe et Basse-Terre.
Am 1. Juni 1888 ernannte ihn Papst Leo XIII. zum Titularerzbischof von Anazarbus und zum Apostolischen Administrator von Guadeloupe et Basse-Terre. Der Bischof von Grenoble, Amand-Joseph Fava, spendete ihm am 1. Mai 1889 in Grenoble die Bischofsweihe; Mitkonsekratoren waren der Weihbischof in Karthago, Félix-Jules-Xavier Jourdan de la Passardière CO, und der emeritierte Apostolische Vikar von Senegambia, François-Marie Duboin CSSp. Sein Wahlspruch Major autem horum est charitas („Doch am größten unter ihnen ist die Liebe“) stammt aus 1 Kor 13,13 .